# Come Clarity
Come Clarity ist das achte Studioalbum der schwedischen Metal-Band In Flames. Es wurde am 3. Februar 2006 in Europa durch Nuclear Blast und am 7. Februar in den USA via Ferret Records veröffentlicht, nachdem frühere Veröffentlichungstermine verschoben werden mussten.

## Entstehungsgeschichte
Die Produktion wurde zum dritten Mal in Folge von Daniel Bergstrand übernommen. In Flames produzierten allerdings die Gitarren und den Bass selbst. Der endgültige Mix wurde in dem Studio Tontechnik in Nordschweden vorgenommen, Anders Fridén überwachte den Prozess. Ursprünglich sollte das Album Crawl Through Knives heißen. Die Band beschreibt den Stil als konsequente Weiterentwicklung. Auf Come Clarity versuchte die Band, sich an früheren Aufnahmen zu orientieren und dennoch neue Motive mit in die Musik zu nehmen.
Bei dem Lied Dead End ist die schwedische Sängerin Lisa Miskovsky beteiligt. Es ist das fünfte Lied der Bandgeschichte, bei dem eine weibliche Stimme zu hören ist. Die Vorläufer sind Everlost Pt. 2 und In Flames von Lunar Strain, Whoracle vom gleichnamigen Album und Metaphor von Reroute to Remain.

## Special Edition
Die Special Edition des Albums enthält eine Bonus-DVD mit Studiomitschnitten, auf der die Band das komplette Album außer dem letzten Lied spielt. Allerdings sind die Audioaufnahmen nicht live, sondern lediglich die gewöhnlichen Aufnahmen mit Videomitschnitten unterlegt. Außerdem enthält die DVD eine Galerie mit Fotos der Aufnahmesessions von Come Clarity.

## Erfolge
Come Clarity stieg in den deutschen Charts auf Platz 6 ein. Es war der bis zu diesem Zeitpunkt höchste Charteinstieg für die Band. In den US-amerikanischen Albumcharts stieg das Album auf Nr. 58 ein und wurde in der ersten Woche fast 25.000 Mal und im ersten Monat 50.000 Mal verkauft. Mittlerweile wurde das Album mehr als 100.000 Mal in den USA verkauft. Sowohl für In Flames als auch für Ferret Records ist Come Clarity das erfolgreichste Album. Die Band gewann damit den schwedischen Musikpreis Grammis in der Kategorie Hardrock. Die Leser der schwedischen Tageszeitung Aftonbladet wählten Come Clarity zum besten Album einer schwedischen Band der 2000er Jahre.

## Titelliste
1. Take This Life – 3:35
2. Leeches – 2:55
3. Reflect the Storm – 4:16
4. Dead End – 3:22
5. Scream – 3:12
6. Come Clarity – 4:15
7. Vacuum – 3:39
8. Pacing Death’s Trail – 3:00
9. Crawl Through Knives – 4:02
10. Versus Terminus – 3:18
11. Our Infinite Struggle – 3:46
12. Vanishing Light – 3:14
13. Your Bedtime Story Is Scaring Everyone – 5:25

## Singles

### Take This Life
Die erste Single wurde zur Promotion ausgekoppelt.
1. Take This Life – 3:36
2. Leeches – 2:56

### Come Clarity
Die zweite Singleauskopplung ist eine limitierte 7"-Vinylsingle. Sie wurde am 13. Dezember 2006 über Black Lodge veröffentlicht und erreichte Platz 52 in den schwedischen Singlecharts.
1. Come Clarity – 4:15
2. Only for the Weak – 4:56